# Op me monnie
Op me monnie is een Nederlandstalig nummer van zangeres Famke Louise uit 2017. Dit is tevens het eerste nummer dat ze heeft uitgebracht. Het nummer is geschreven door Bizzey en Ramiks.

## Achtergrond
Op me monnie is het eerste nummer dat Famke Louise heeft uitgebracht. Bij het uitbrengen van het nummer werd tegelijkertijd een videoclip op het YouTube-kanaal van de zangeres uitgebracht, deze videoclip bereikte binnen één week tijd meer dan drie miljoen weergaven.
Het nummer haalde de 2e positie in de Tipparade van de Nederlandse Top 40, de 38e positie in de Nederlandse Mega Top 50, de 3e positie in de Nederlandse Single Top 100 en de 37e positie in de Tipparade van de Vlaamse Ultratop 50. Op 13 december 2017 werd het nummer bekroond met een gouden plaat. In het najaar van 2017 won de videoclip de Hastag Award voor Beste New Creator Video.

### Andere versies
Het nummer kreeg veel negatieve reacties en kreeg ruim 163 duizend vind-ik-niet-leuks tegenover 121 duizend vind-ik-leuks. Daarnaast werden tientallen verschillende parodieën op het nummer gemaakt door youtubers die vaak duizenden keren werden bekeken. De bekendste parodie was Op Me Ponnie van Bas van Teylingen van het YouTube-kanaal Jeukvogel met vlogger Sophie Ousri, deze werd ruim één miljoen keer bekeken.
Op 4 januari 2018 bracht Famke Louise een akoestische versie van het nummer uit, deze wist geen hitnotering te behalen. Op Youtube werd de originele versie door Famke Louise tot eind 2019 bijna dertien miljoen maal bekeken, en de akoestische versie ruim twee miljoen maal.
In april 2019 werd zangeres Famke Louise met dit nummer gepersifleerd door Elise Schaap in het televisieprogramma De TV Kantine, hier heet het nummer Op Me Ronnie en gaat deels over haar relatie met Ronnie Flex. Tevens kwam Famke Louise in de aflevering voor en trad met haar persiflage op.
In november 2020 zong Patricia Paay een jazz-versie van het nummer in het televisieprogramma Ali B op volle toeren, waar ze samen met Famke Louise aan mee deed. Deze versie van het nummer leverde Paay veel positieve reacties op omdat ze voor het eerst sinds 10 jaar weer zong.

### Op me monnie remix - Frenna & Boef
Op 29 november 2017 brachten rappers Frenna en Boef een remix uit van het nummer, deze verscheen onder dezelfde naam. De remix behaalde de 7e positie in Tipparade van de Nederlandse Top 40 en de 2e positie in de Nederlandse Single Top 100. Tevens was het een Tip in de Vlaamse Ultratop 50 Deze single behaalde een maand na het uitbrengen ook een gouden plaat.

## Hitnoteringen

### Hitnoteringen origineel - Famke Louise

#### Nederlandse Top 40Tipparade
| Hitnotering: 25-11-2017 t/m 05-05-2018 | Hitnotering: 25-11-2017 t/m 05-05-2018 | Hitnotering: 25-11-2017 t/m 05-05-2018 | Hitnotering: 25-11-2017 t/m 05-05-2018 | Hitnotering: 25-11-2017 t/m 05-05-2018 | Hitnotering: 25-11-2017 t/m 05-05-2018 | Hitnotering: 25-11-2017 t/m 05-05-2018 | Hitnotering: 25-11-2017 t/m 05-05-2018 | Hitnotering: 25-11-2017 t/m 05-05-2018 |
| Week:                                  | 1                                      | 2                                      | 3                                      | 4                                      | 5                                      | 6                                      | 7                                      |                                        |
| -------------------------------------- | -------------------------------------- | -------------------------------------- | -------------------------------------- | -------------------------------------- | -------------------------------------- | -------------------------------------- | -------------------------------------- | -------------------------------------- |
| Positie:                               | 24                                     | 13                                     | 10                                     | 7                                      | 6                                      | 5                                      | 2                                      | uit                                    |

#### NederlandseMega Top 50
| Hitnotering: 02-12-2017 t/m 16-12-2017 | Hitnotering: 02-12-2017 t/m 16-12-2017 | Hitnotering: 02-12-2017 t/m 16-12-2017 | Hitnotering: 02-12-2017 t/m 16-12-2017 | Hitnotering: 02-12-2017 t/m 16-12-2017 |
| Week:                                  | 1                                      | 2                                      | 3                                      |                                        |
| -------------------------------------- | -------------------------------------- | -------------------------------------- | -------------------------------------- | -------------------------------------- |
| Positie:                               | 38                                     | 38                                     | 48                                     | uit                                    |

#### NederlandseSingle Top 100
| Hitnotering: 25-11-2017 t/m 27-01-2018 | Hitnotering: 25-11-2017 t/m 27-01-2018 | Hitnotering: 25-11-2017 t/m 27-01-2018 | Hitnotering: 25-11-2017 t/m 27-01-2018 | Hitnotering: 25-11-2017 t/m 27-01-2018 | Hitnotering: 25-11-2017 t/m 27-01-2018 | Hitnotering: 25-11-2017 t/m 27-01-2018 | Hitnotering: 25-11-2017 t/m 27-01-2018 | Hitnotering: 25-11-2017 t/m 27-01-2018 | Hitnotering: 25-11-2017 t/m 27-01-2018 | Hitnotering: 25-11-2017 t/m 27-01-2018 | Hitnotering: 25-11-2017 t/m 27-01-2018 |
| Week:                                  | 1                                      | 2                                      | 3                                      | 4                                      | 5                                      | 6                                      | 7                                      | 8                                      | 9                                      | 10                                     |                                        |
| -------------------------------------- | -------------------------------------- | -------------------------------------- | -------------------------------------- | -------------------------------------- | -------------------------------------- | -------------------------------------- | -------------------------------------- | -------------------------------------- | -------------------------------------- | -------------------------------------- | -------------------------------------- |
| Positie:                               | 3                                      | 3                                      | 6                                      | 14                                     | 31                                     | 60                                     | 67                                     | 51                                     | 94                                     | 95                                     | uit                                    |

### Hitnoteringen remix - Frenna & Boef

#### Nederlandse Top 40Tipparade
| Hitnotering: 09-12-2017 t/m 06-01-2018 | Hitnotering: 09-12-2017 t/m 06-01-2018 | Hitnotering: 09-12-2017 t/m 06-01-2018 | Hitnotering: 09-12-2017 t/m 06-01-2018 | Hitnotering: 09-12-2017 t/m 06-01-2018 | Hitnotering: 09-12-2017 t/m 06-01-2018 | Hitnotering: 09-12-2017 t/m 06-01-2018 |
| Week:                                  | 1                                      | 2                                      | 3                                      | 4                                      | 5                                      |                                        |
| -------------------------------------- | -------------------------------------- | -------------------------------------- | -------------------------------------- | -------------------------------------- | -------------------------------------- | -------------------------------------- |
| Positie:                               | 23                                     | 12                                     | 9                                      | 8                                      | 7                                      | uit                                    |

#### NederlandseSingle Top 100
| Hitnotering: 09-12-2017 t/m 17-02-2018 | Hitnotering: 09-12-2017 t/m 17-02-2018 | Hitnotering: 09-12-2017 t/m 17-02-2018 | Hitnotering: 09-12-2017 t/m 17-02-2018 | Hitnotering: 09-12-2017 t/m 17-02-2018 | Hitnotering: 09-12-2017 t/m 17-02-2018 | Hitnotering: 09-12-2017 t/m 17-02-2018 | Hitnotering: 09-12-2017 t/m 17-02-2018 | Hitnotering: 09-12-2017 t/m 17-02-2018 | Hitnotering: 09-12-2017 t/m 17-02-2018 | Hitnotering: 09-12-2017 t/m 17-02-2018 | Hitnotering: 09-12-2017 t/m 17-02-2018 | Hitnotering: 09-12-2017 t/m 17-02-2018 |
| Week:                                  | 1                                      | 2                                      | 3                                      | 4                                      | 5                                      | 6                                      | 7                                      | 8                                      | 9                                      | 10                                     | 11                                     |                                        |
| -------------------------------------- | -------------------------------------- | -------------------------------------- | -------------------------------------- | -------------------------------------- | -------------------------------------- | -------------------------------------- | -------------------------------------- | -------------------------------------- | -------------------------------------- | -------------------------------------- | -------------------------------------- | -------------------------------------- |
| Positie:                               | 2                                      | 8                                      | 10                                     | 17                                     | 17                                     | 31                                     | 38                                     | 46                                     | 50                                     | 69                                     | 87                                     | uit                                    |